# Ali Mansour (réalisateur)
Pour les articles homonymes, voir Ali Mansour.
Ali Mansour, né le 5 janvier 1944 à Sousse, est un réalisateur tunisien.

## Biographie
Il poursuit ses études cinématographiques au Conservatoire indépendant du cinéma français qui s'achèvent par un diplôme en réalisation. 
En 1968, il rejoint l'Établissement de la radiodiffusion-télévision tunisienne comme réalisateur.

## Filmographie

### Courts métrages
- 1982 : La Visite technique (Fahes Fanni ; comédie en 35 mm)
- 1985 : La Tombola (Yanasib)

### Longs métrages
- 1972 : Drôle de folie
- 1978 : Deux Larrons en folie (Farda Wilkat Okhtha)

### Séries télévises
- 2008 : Sayd Errim, réalisateur